# Universidad Alexander Moissi de Durrës

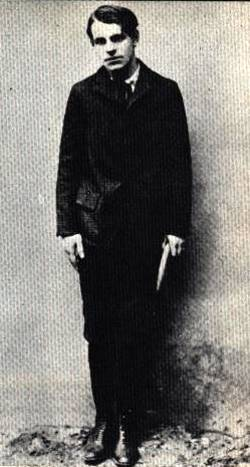
Alexander Moissi en 1906

La Universidad Alexander Moissi de Durrës (en albanés: Universiteti "Aleksandër Moisiu" Durrës; sigla: UAMD), también Universidad Alexander Moissi o Universidad de Durrës, es la institución académica pública más reciente de la República de Albania. La Universidad está ubicada en la antigua ciudad de Durrës. La universidad fue fundada el 20 de diciembre de 2005 por el gobierno albanés. Fue inaugurada en 2006 y utiliza el sistema educativo estadounidense, a diferencia del resto de las universidades públicas del país. Más de 1.300 estudiantes comenzaron sus clases el 2 de octubre de 2006. La Universidad de Durrës tomó su nombre del actor austro-italiano Alexander Moissi, de ascendencia albanesa. El rector es el Prof. Dr. Shkëlqim Fortuzi.

## Rectores
La lista de rectores de la Universidad Alexander Moissi de Durrës:
1. Agim Kukeli,[3] 2006-2010
2. Mit'hat Mema, 2010-2016
3. Kseanela Sotirofski, 2016-2024
4. Prof. Dr. Shkëlqim Fortuzi, 2024–presente

## Órganos rectores
La Universidad Alexander Moissi cuenta con cuatro órganos de gobierno. El primero es el Senado Académico, que se centra en la estrategia y la organización de la universidad. El segundo es el Consejo de Administración, que se centra en la administración y las finanzas. El Consejo de Ética es el tercer órgano, que discute las cuestiones éticas relacionadas con la universidad, y el cuarto es el Consejo de Facultad, que está formado por profesores de la escuela.
- Rector: Prof. Dr. Shkëlqim Fortuzi
- Vicerrector de Investigación: Prof. Asoc. Dra. Azeta Tartaraj
- Vicerrectora de Asuntos Educativos: Prof.As.Dr Suela Kastrati
- Vicerrector de Asuntos Institucionales:
- Canciller: Ulpian Hoti

## Campus
La Universidad Alexander Moissi tiene tres campus.

### Campus Currila

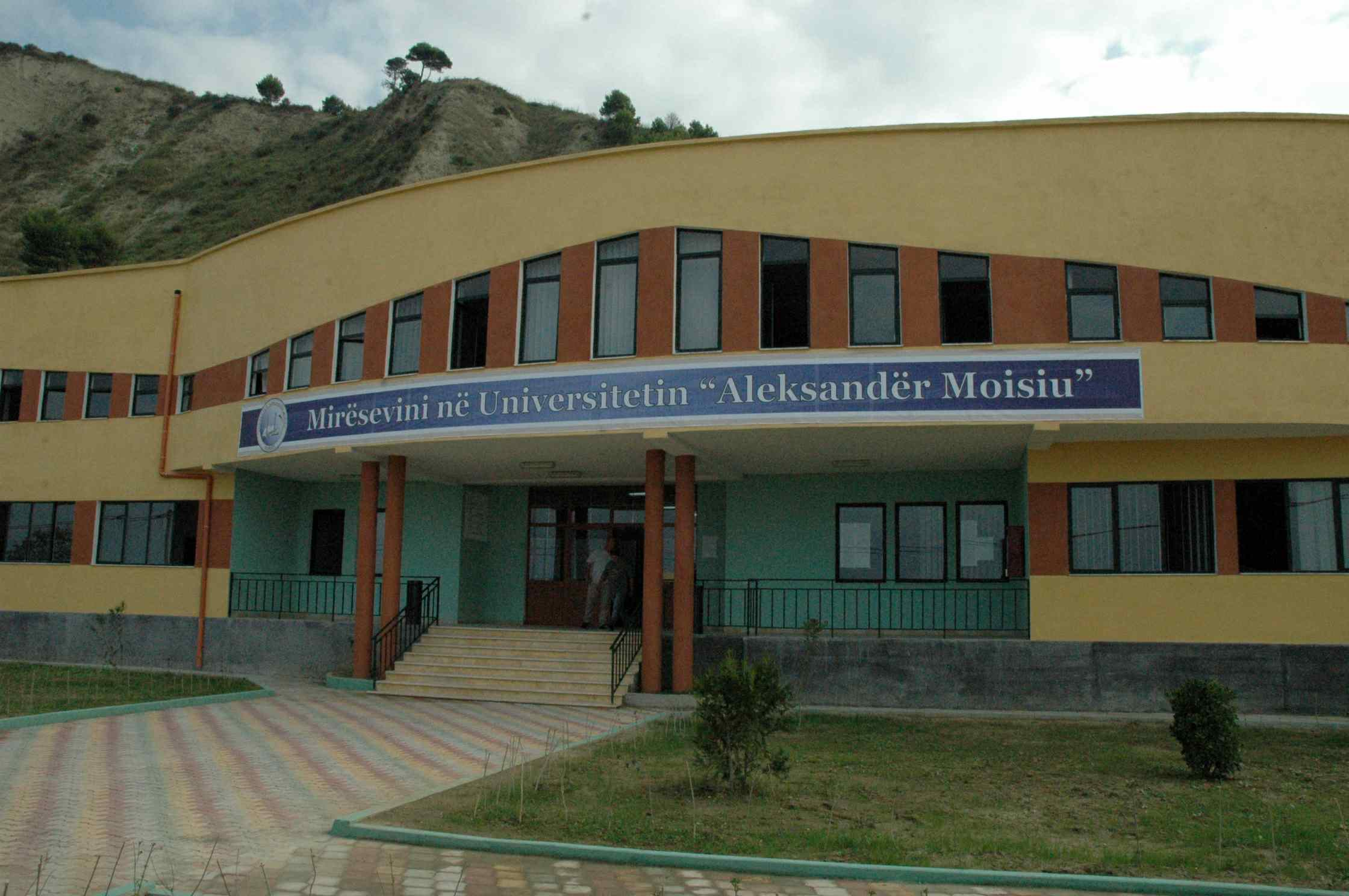
Campus UAMD Currila en 2006

El primer campus o el antiguo campus se encuentra en la calle Currila (Rruga e Currilave), en el centro de la ciudad de Durrës. Este campus fue inaugurado en 2006.
En este campus se encuentran la Facultad de Ciencias Políticas y Derecho, la Facultad de Tecnologías de la Información y las Comunicaciones y la Facultad de Estudios Profesionales.

### Campus de Spitallë

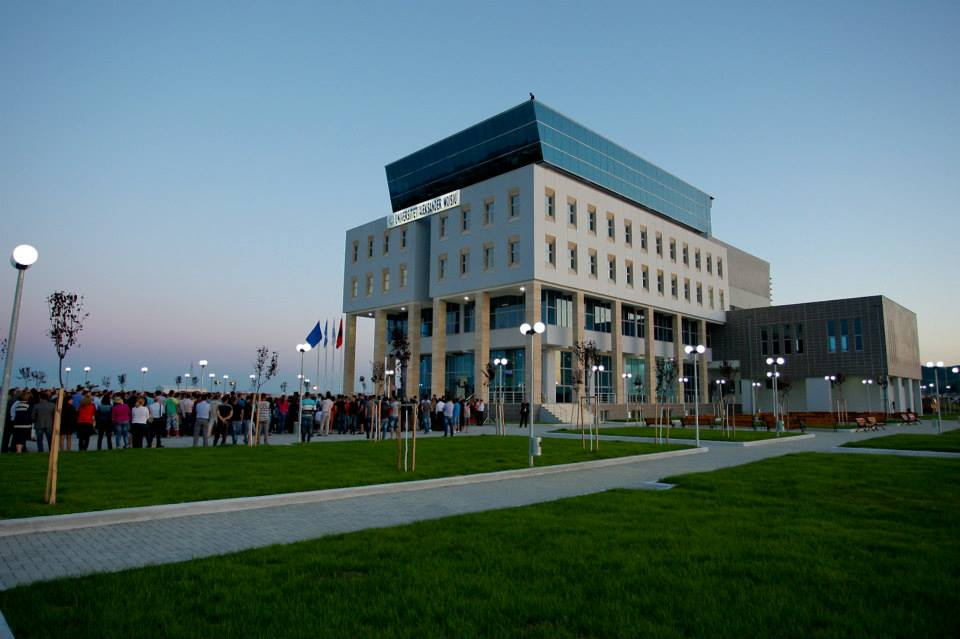
Campus de Spitallë de la UAMD

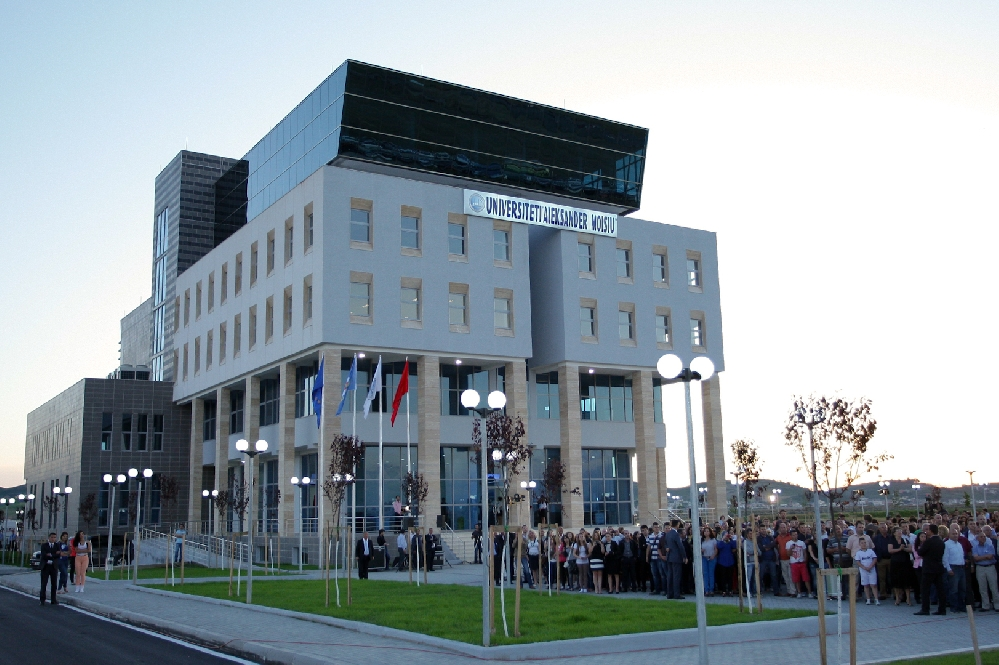
Campus de Spitallë de la UAMD

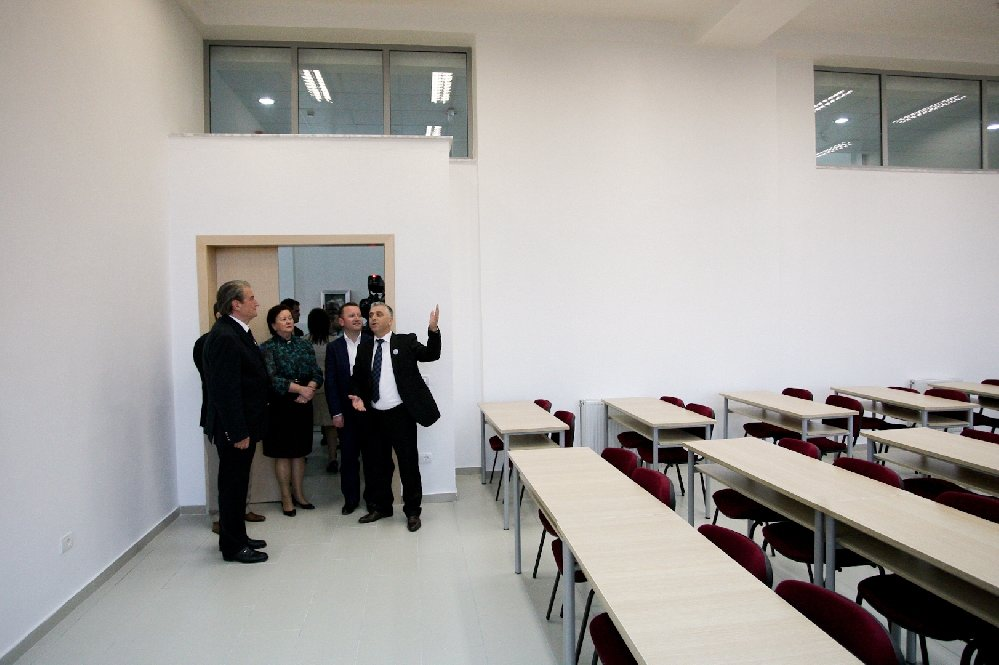
Nuevo campus del interior de la UAMD, el primer ministro Sali Berisha y el rector Mema

El nuevo campus fue inaugurado el 5 de junio de 2013 por el primer ministro albanés, Sali Berisha, y el ministro de Educación, Myqerem Tafaj. El segundo campus es suburbano y se encuentra en Spitallë, Durrës.
Construido en un área de 55 hectáreas características; 2 grandes salas de conferencias con capacidad para 220-330 asientos, 3 laboratorios de informática, 26 auditorios con capacidad para 3.000 a 3.500 estudiantes, biblioteca, sala de lectura y sala de internet, 16 oficinas para el personal académico y 8 oficinas administrativas, así como la Sala de Reuniones del Consejo Científico, todas estas instalaciones están equipadas con sistemas de ventilación y calefacción, Aparcamiento subterráneo, parque, así como 5.000 metros cuadrados de espacio verde.
La Facultad de Negocios y la Facultad de Educación se encuentran en este campus.

### Campus FASTIP

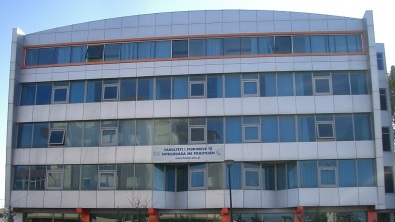
Edificio FASTIP

La dirección de FASTIP es Lagjja Nr. 17, Rruga Adria, Durrës.

## Organización
Hay seis facultades (5 internas y 1 externa):
- La Facultad de Ciencias Empresariales (en albanés: Fakulteti i Biznesit; FB),
- La Facultad de Ciencias Políticas y Derecho (en albanés: Fakulteti i Shkencave Politike dhe Juridike; FSHPJ),
- La Facultad de Tecnologías de la Información y las Comunicaciones (en albanés: Fakulteti i Tekonologjisë së InformacionitFakulteti i Tekonologjisë së Informacionit; FTI),
- La Facultad de Educación (en albanés: Fakulteti i Edukimit; FE),
- La Facultad de Estudios Profesionales (en albanés: Fakulteti i Studimeve Profesionale; FSP ose SHLP),
- La Facultad de Estudios Integrados con la Práctica (en albanés: Fakulteti i Studimeve të Integruara me Praktikën; FASTIP),
- La Sucursal de Peshkopi (en albanés: Filiali i PeshkopisëFiliali i Peshkopisë) [cerrada en 2014]

### Facultad de Tecnologías de la Información y las Comunicaciones
La decana de la Facultad de Tecnologías de la Información y las Comunicaciones es la docente Lindita Mukli.

### Antigua sucursal de Peshkopi
En 2009, el gobierno albanés decidió abrir una sucursal de UAMD en Peshkopi, centro administrativo del condado de Dibër, pero en septiembre de 2014 el gobierno de Rama cerró todas las sucursales de la universidad pública, incluida la sucursal de Peshkopia.

### Facultad de Estudios Integrados con Práctica
La decana de la Facultad de Estudios Integrados con la Práctica (FASTIP) es la Dra. Ela Golemi.
El FASTIP se creó como un proyecto innovador en 2008 por decisión del Consejo de Ministros (Nº 827, de fecha 11.06.2008: "Decreto sobre la apertura de la Facultad de Estudios Integrados con la Práctica (FASTIP) en la Universidad "Aleksandër Moisiu" Durrës y sobre la forma de su funcionamiento durante el período provisional"). En 2012, el Consejo de Ministros ha prorrogado la fase del proyecto piloto hasta 2014.
En el marco del Acuerdo Gubernamental bilateral albanés-alemán, la experiencia de la Universidad Dual de Baden-Württemberg (DHBW), y con el apoyo de la Deutsche Gesellschaft für Internationale Zusammenarbeit (GIZ). FASTIP comenzó las conferencias en enero de 2009. El programa de estudios está diseñado para proporcionar a los estudiantes una educación basada en una combinación de estudios teóricos y capacitación práctica en el trabajo en bancos y empresas albaneses asociados.
Los estudios en FASTIP duran tres años. Cada semestre se compone de seis módulos teóricos cubiertos dentro de una secuencia de enseñanza de dos o tres semanas en inglés o albanés por profesores invitados nacionales e internacionales. El período de prácticas de los estudiantes de catorce semanas/semestre se lleva a cabo en estrecha colaboración con FASTIP, bancos y empresas.
Después de una graduación exitosa, los estudiantes galardonados con el diploma académico de bachiller de la Universidad "Aleksandër Moisiu" Durrës ya han adquirido las habilidades prácticas y competencias necesarias para establecer su futura carrera profesional. A partir de 2011, todos los estudiantes graduados del Programa de Estudios de Administración Bancaria recibieron un contrato de trabajo con sus bancos de apoyo.
FASTIP es una facultad externa en la que el inglés es el idioma estudios, una asociación con bancos y empresas en Albania:
- Banka Kombetare Tregtare, Raiffeisen Albania, Credins Bank en Gestión Bancaria;[10]
- Hotel Dyrrah, Harmonia Hotel Group y Romania Hotel en Gestión Hotelera y Turística;[11]
- Vodafone Albania, Comunicaciones Móviles Albanesas, Kantina "Gjergj Kastrioti Skënderbeu", Bruness, Kolonat, Neptun, Teleperformance Albania en Gestión de Pymes;[12]
- Vodafone Albania y las comunicaciones móviles albanesas en multimedia y tecnologías de la información.[13]

## Personas notables
De 2006 a 2012, 2281 estudiantes se graduaron de la universidad, con la primera graduación realizada en 2009. El número de estudiantes que se graduaron osciló entre 160 en 2009 y 708 en 2011.

### Antiguos alumnos destacados
- Odeta Nishani, primera dama de Albania
- Ilir Bejtja, viceministro de Energía e Industria de Albania[19]

### Profesores notables
- Ilir Hoti, exgobernador del Banco de Albania[20]